# Wilhelm Leichum
Wilhelm Leichum, nemški atlet in vojak, * 12. maj 1911, † 19. julij 1941.
Kot član nemške štafetne ekipe na 100 m je osvojil bronasto medaljo na poletnih olimpijskih igrah leta 1936 v Berlinu. Na istih igrah je zasedel še 4. mesto v skoku v daljino; v tej disciplini je bil evropski prvak v letih 1934 in 1938.
Padel je v bojih v okolici Gorkega.